# Hydroventure
Hydroventure és un videojoc de trencaclosques desenvolupat per Curve Studios i publicat per Nintendo per al servei WiiWare de la Wii. El joc se centra a controlar una petita massa d'aigua que el jugador ha d'utilitzar en els seus diferents estats de matèria per progressar pels nivells del joc. Va ser llançat a Amèrica el 6 de desembre de 2010 i a Europa el 24 de desembre.

## Gameplay
És un joc de trencaclosques en 2D amb elements de plataformes, en el qual el jugador pren el control d'una gran massa d'aigua. Es juga subjectant el Wii Remote de costat i inclinant-lo cap a l'esquerra o la dreta per inclinar el món del joc, mentre que sacsejar el comandament fa que l'aigua reboti. El jugador ha d'explorar les pàgines d'una enciclopèdia màgica coneguda com l'Aquaticus, que ha estat infectada per una substància fosca. El jugador ha d'adquirir "Rainbow Drops" superant obstacles i completant trencaclosques per purgar el llibre de la substància.

## Recepció
Hydroventure va obtenir una acollida crítica molt positiva, rebent una puntuació de 86/100 a Metacritic. Edge va donar al joc una puntuació de 8/10, elogiant la idea senzilla darrere del joc i la diversió que proporciona. IGN li va donar un 8,5/10. GameSpot també li va donar un 8,5/10, amb elogis pels gràfics i el disseny de nivell excel·lent. Nintendo World Report va donar a Fluidity el premi al "joc WiiWare de l'any" del 2010.